# Eugenio Leal
Eugenio Leal Vargas (Carriches, 13 de maio de 1954) é um ex-futebolista espanhol, que atuava como meia.

## Carreira
Eugenio Leal fez parte do elenco da Seleção Espanhola de Futebol da Copa do Mundo de 1978.